# Nemanja Tekijaški
Nemanja Tekijaški (serb. cyr. Немања Текијашки, ur. 2 marca 1997 w Pančevie) – serbski piłkarz występujący na pozycji środkowego lub prawego obrońcy.  Od 2023 roku jest zawodnikiem klubu FK Jablonec.